# Papp Margit
Papp Margit (Szamossályi, 1948. április 30. –) Európa-bajnok magyar atléta, ötpróbázó. Pályafutása során három olimpián képviselte a magyar színeket.

## Sportpályafutása
Papp 1966-ban, 18 éves korában szerepelt először rangos nemzetközi eseményen, a budapesti Európa-bajnokságon, ahol 18. lett. Pályafutása során három olimpián vett részt, első alkalommal 1972-ben, amikor 4074 ponttal a 23. helyen végzett. Négy évvel később, Montréálban a 8. helyen végzett, 4535 pontot szerezve.
Az 1978-as atlétikai Európa-bajnokságon 4655 pontot ért el, amivel megszerezte az aranyérmet. Eredetileg második lett a címvédő és olimpiai bajnok szovjet Nadezhda Tkachenko mögött, de őt a versenyt követően doppingvétség miatt kizárták. Utolsó olimpiáján 1980-ban ötödik helyezést ért el 4562 ponttal. Az 1978-as Európa-bajnokságon és az 1980-as olimpián távolugrásban is versenyzett, de egyik alkalommal sem jutott a döntőbe.